# Perrignier
Perrignier (Peregnér en arpitan savoyard) est une commune de la Haute-Savoie située à environ 8 kilomètres de Thonon-les-Bains et à proximité du lac Léman. Elle fait partie de l'agglomération urbaine du Grand Genève. Elle est jumelée avec la commune française de Guénin dans le Morbihan.

## Géographie

### Localisation
Perrignier est constitué de plusieurs lieux-dits et hameaux : le Bourg, les Noyers, le Villard, le Petit Lieu, la Bandière, Fougeux, Brécorens et la Tuileri

Perrignier depuis la route du Villard.

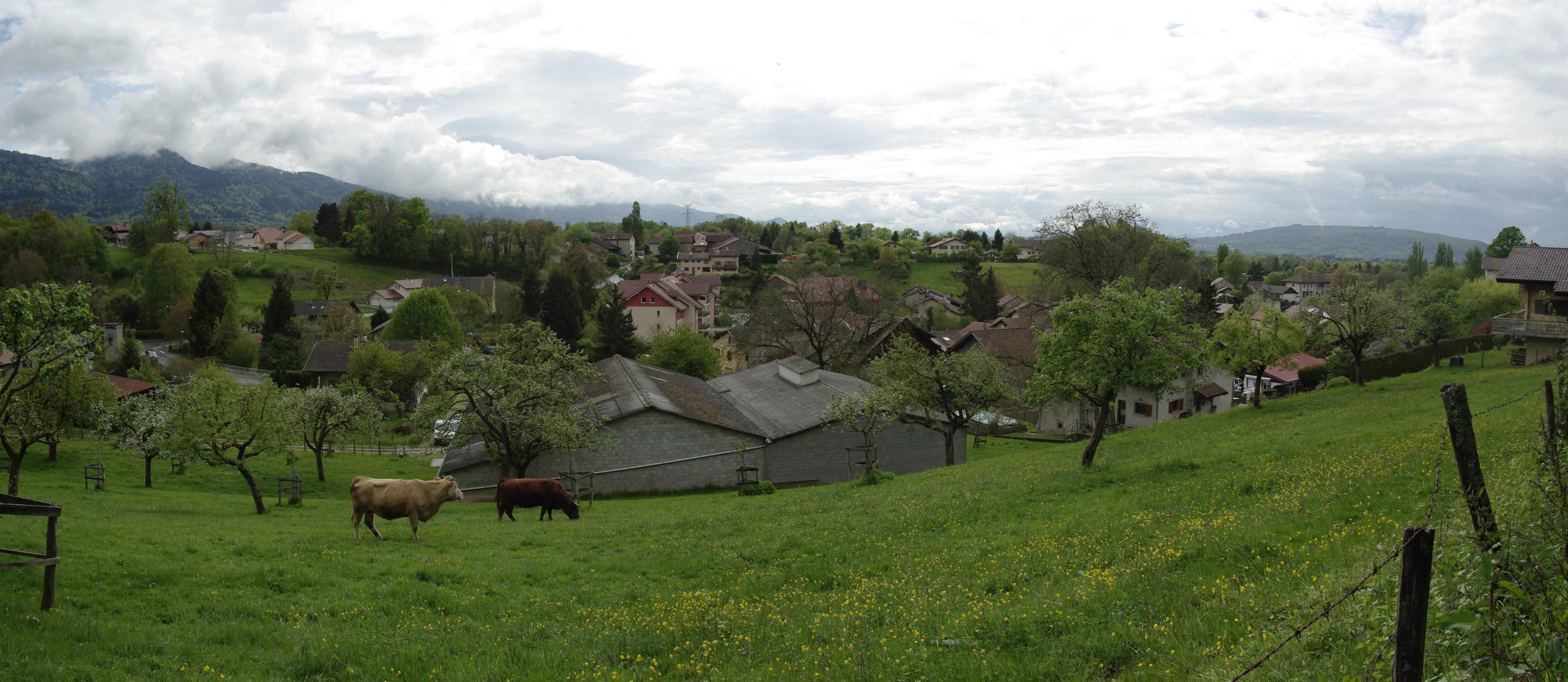
Vue sur le bourg de Perrignier.

### Transports

#### Gare SNCF
La gare de Perrignier est une gare ferroviaire française de la ligne de Longeray-Léaz au Bouveret située entre les gares ouvertes de Bons-en-Chablais et de Thonon-les-Bains. Elle est desservie:
- par la ligne L1 du Léman Express sur la relation Coppet ↔ Évian-les-Bains via Genève-Cornavin, Annemasse et Thonon-les-Bains[2];
- par la ligne 03 du réseauTER Auvergne-Rhône-Alpes sur la relation Lyon ↔ Bellegarde ↔ Évian-les-Bains via Annemasse et Thonon-les-Bains

#### Transport routier
La commune est accessible par l'autoroute A40, sortie no 14 à Annemasse ou sortie n°15 à Nangy, puis route départementale D 903 direction Thonon-les-Bains.
La commune est desservie par les transports en commun de Thonon-les-Bains (Star't).

## Urbanisme

### Typologie
Au 1er janvier 2024, Perrignier est catégorisée bourg rural, selon la nouvelle grille communale de densité à sept niveaux définie par l'Insee en 2022.
Elle appartient à l'unité urbaine de Perrignier, une agglomération intra-départementale regroupant cinq  communes, dont elle est ville-centre,,. Par ailleurs la commune fait partie de l'aire d'attraction de Genève - Annemasse (partie française), dont elle est une commune de la couronne,. Cette aire, qui regroupe 158 communes, est catégorisée dans les aires de 700 000 habitants ou plus (hors Paris),.

### Occupation des sols
L'occupation des sols de la commune, telle qu'elle ressort de la base de données européenne d’occupation biophysique des sols Corine Land Cover (CLC), est marquée par l'importance des territoires agricoles (64,6 % en 2018), en diminution par rapport à 1990 (67,9 %). La répartition détaillée en 2018 est la suivante : 
zones agricoles hétérogènes (44 %), forêts (18,4 %), prairies (9,4 %), zones urbanisées (8,7 %), zones industrielles ou commerciales et réseaux de communication (7,9 %), cultures permanentes (6,2 %), terres arables (5 %), zones humides intérieures (0,4 %).
L'IGN met par ailleurs à disposition un outil en ligne permettant de comparer l’évolution dans le temps de l’occupation des sols de la commune (ou de territoires à des échelles différentes). Plusieurs époques sont accessibles sous forme de cartes ou photos aériennes : la carte de Cassini (XVIIIe siècle), la carte d'état-major (1820-1866) et la période actuelle (1950 à aujourd'hui).

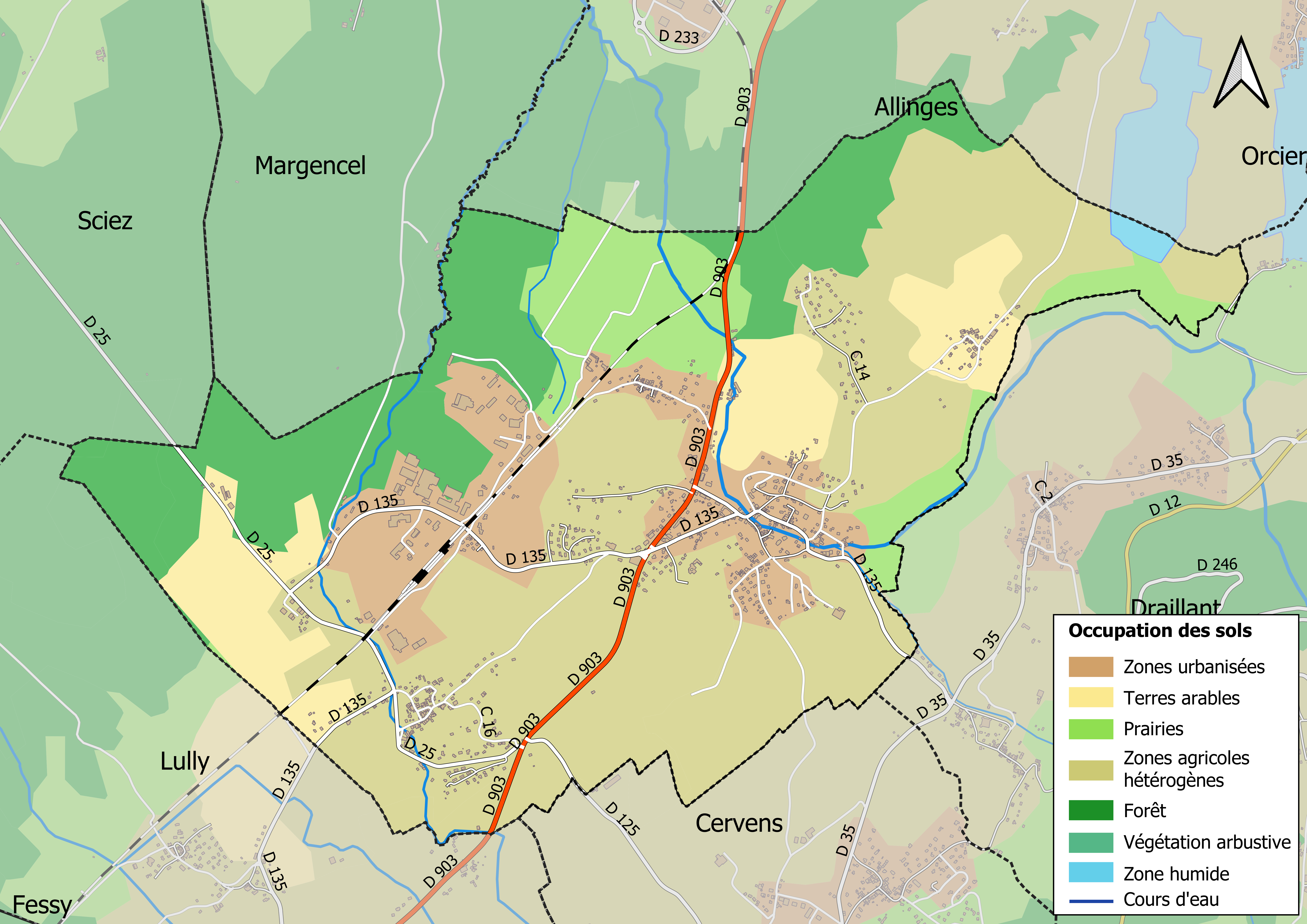
Carte des infrastructures et de l'occupation des sols en 2018 (CLC) de la commune.
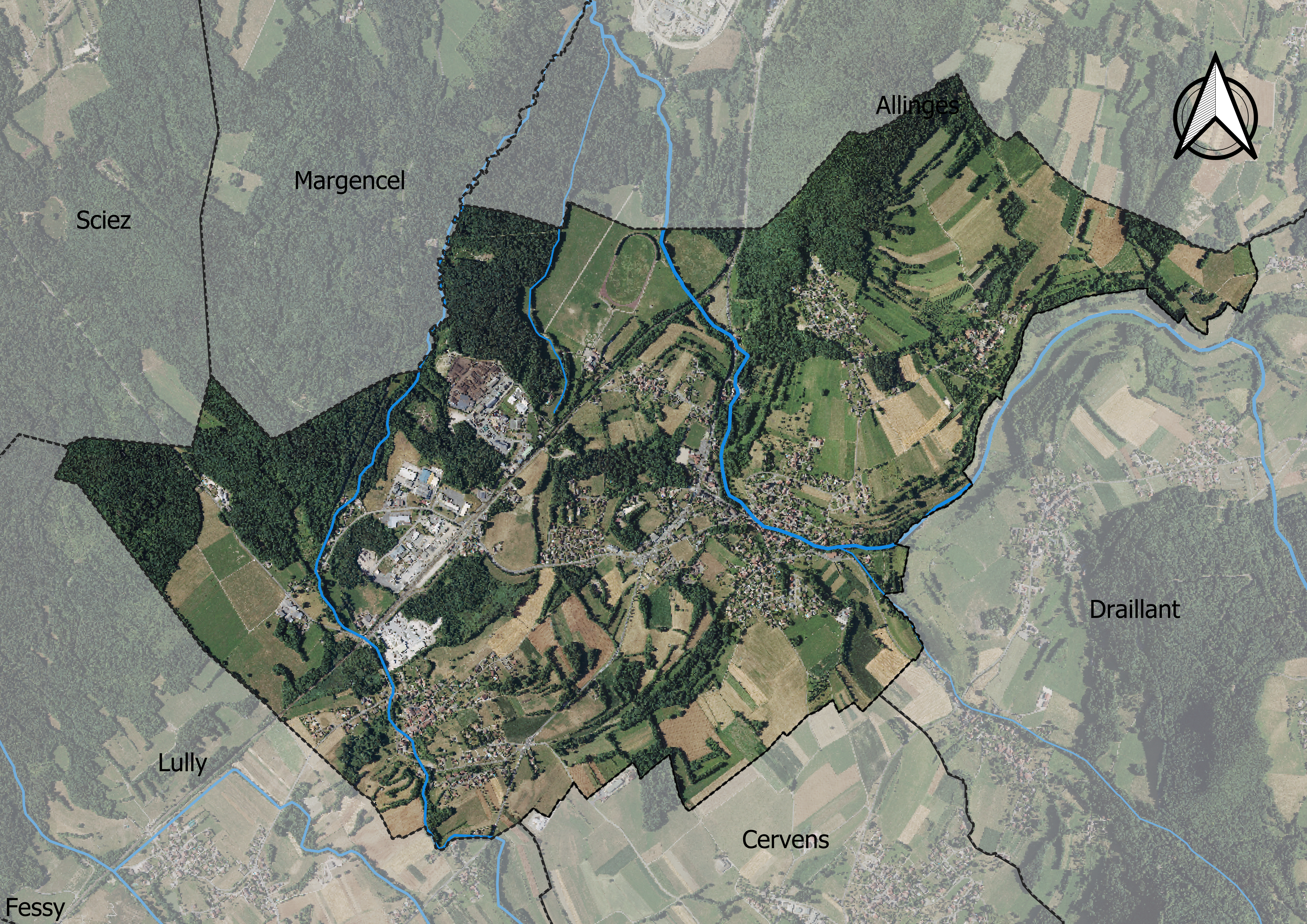
Carte orthophotogrammétrique de la commune.

## Toponymie
En francoprovençal, le nom de la commune s'écrit Pârnî (graphie de Conflans) ou Peregnér (ORB).

## Histoire
De 1974 à 2001, Perrignier a été associée avec la commune de Draillant :
- 1er janvier 1974 : fusion-association avec Draillant ;
- 19 février 2001 : rétablissement de la commune de plein exercice.

## Politique et administration

### Situation administrative
Perrignier appartient au canton de Thonon-les-Bains, qui compte selon le redécoupage cantonal de 2014 12 communes. Avant ce redécoupage, elle appartenait au canton de Thonon-les-Bains-Ouest, créé en 1995 des suites de la scission de l'ancien canton de Thonon-les-Bains.
Elle forme avec sept autres communes la communauté de communes des collines du Léman (CCCL).
Perrignier relève de l'arrondissement de Thonon-les-Bains et de la cinquième circonscription de la Haute-Savoie, dont le député est Marc Francina (UMP) depuis les élections de 2012.

### Liste des maires
| Période                                  | Période  | Identité         | Étiquette | Qualité                                     |
| ---------------------------------------- | -------- | ---------------- | --------- | ------------------------------------------- |
| 1959                                     | 1995     | Claudius Jeandin | ...       | ...                                         |
| 1995                                     | 2014     | Roger Brasier    | ...       | ...                                         |
| 2014                                     | En cours | Claude Manillier | DVD       | 2ème Vice-Président de Thonon-Agglomération |
| Les données manquantes sont à compléter. |          |                  |           |                                             |

## Démographie
L'évolution du nombre d'habitants est connue à travers les recensements de la population effectués dans la commune depuis 1793. Pour les communes de moins de 10 000 habitants, une enquête de recensement portant sur toute la population est réalisée tous les cinq ans, les populations de référence des années intermédiaires étant quant à elles estimées par interpolation ou extrapolation. Pour la commune, le premier recensement exhaustif entrant dans le cadre du nouveau dispositif a été réalisé en 2006.

En 2022, la commune comptait 1 882 habitants, en évolution de +2,34 % par rapport à 2016 (Haute-Savoie : +6,01 %, France hors Mayotte : +2,11 %).
| 1793 | 1800 | 1806 | 1822 | 1838 | 1848 | 1858 | 1861 | 1866 |
| ---- | ---- | ---- | ---- | ---- | ---- | ---- | ---- | ---- |
| 489  | 471  | 479  | 640  | 723  | 720  | 684  | 668  | 743  |

| 1872 | 1876 | 1881 | 1886 | 1891 | 1896 | 1901 | 1906 | 1911 |
| ---- | ---- | ---- | ---- | ---- | ---- | ---- | ---- | ---- |
| 718  | 758  | 760  | 720  | 690  | 698  | 712  | 774  | 751  |

| 1921 | 1926 | 1931 | 1936 | 1946 | 1954 | 1962 | 1968 | 1975  |
| ---- | ---- | ---- | ---- | ---- | ---- | ---- | ---- | ----- |
| 605  | 575  | 567  | 630  | 648  | 672  | 661  | 664  | 1 067 |

| 1982  | 1990  | 1999  | 2006  | 2011  | 2016  | 2021  | 2022  | - |
| ----- | ----- | ----- | ----- | ----- | ----- | ----- | ----- | - |
| 1 400 | 1 698 | 1 921 | 1 439 | 1 637 | 1 839 | 1 878 | 1 882 | - |

## Culture locale et patrimoine

### Lieux et monuments
- la tour du Draillant,  Inscrit MH (1990).

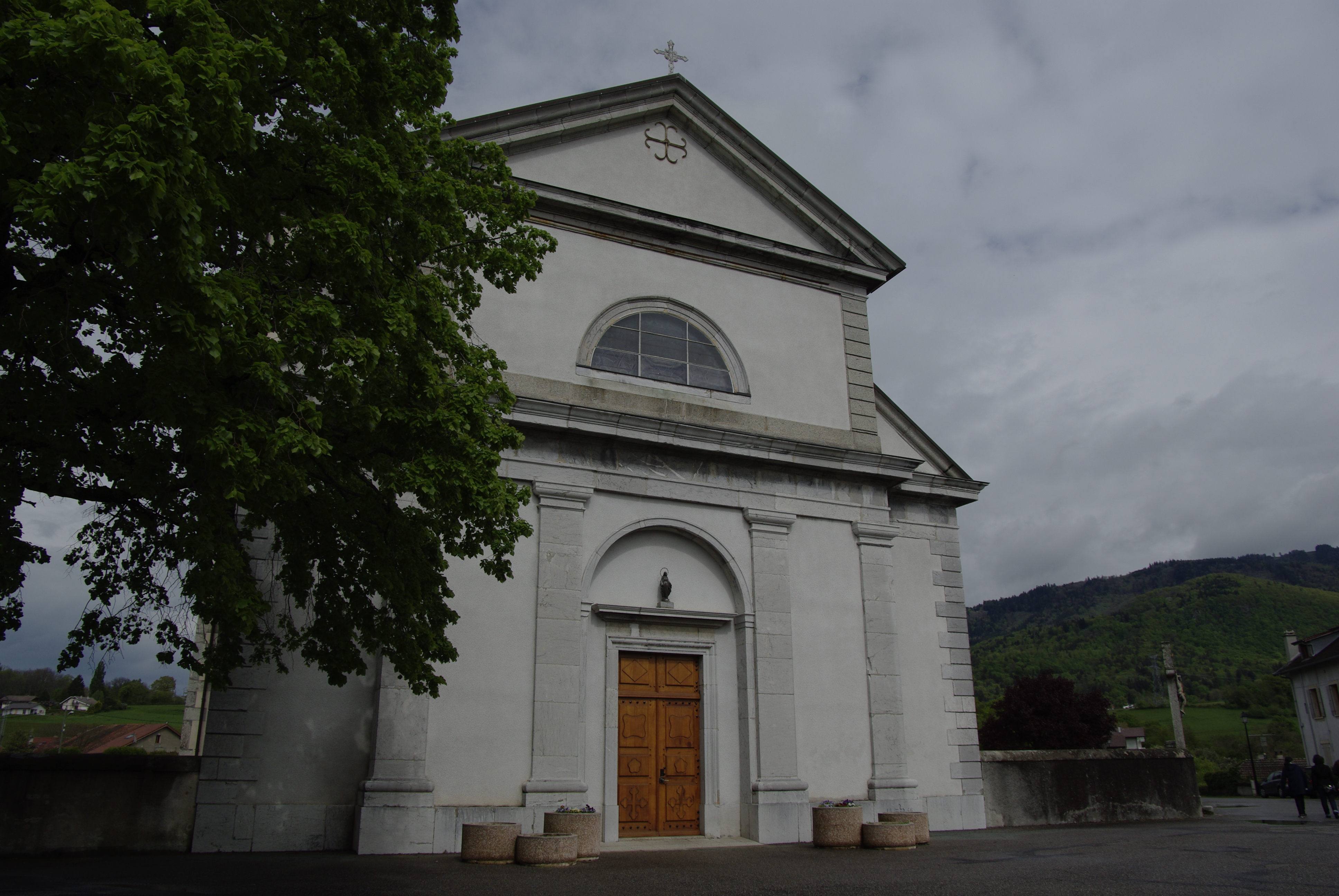
Parvis de l'église Saint-Sylvestre

- la maison forte de Cursinges (XIVe siècle), ruines.
- l'église Saint-Sylvestre de Perrignier.
- l'abbaye du Petit-Lieu (XIIe siècle), fondée par les sœurs cisterciennes. Vocation religieuse jusqu'au XVIe siècle, domaine racheté au XVIe siècle par Ferdinand Bouvier d'Yvoire, alors vice-gouverneur des châteaux d'Allinges, qui obtient le titre de seigneur de l'abbaye du Petit-lieu[17].
- la Grotte aux Loups.

### Héraldique
| Blason de Perrignier | Blason  | Taillé: au 1er de gueules à la croisette tréflée d'argent, au 2e d'or à la tour d'azur ouverte et ajourée du champ.                                                                           |
| Blason de Perrignier | Détails | La croix tréflée fait référence à Maurice d'Agaune, et rappelle les armoiries de Saint-Jean-d'Aulps et la tour celle de Brécorens. Armoiries adoptées par la municipalité le 28 février 2003. |
| Blason de Perrignier | Alias   | Ecartelé : aux 1er et 4e d'or à une tour d'azur ouverte et ajourée du champ, au 2d de gueules à la croix trèflée d'argent, au 3e de sinople à la croix trèflée d'argent.                      |